# КК Мурсија
КК Мурсија (шп. Club Baloncesto Murcia) шпански је кошаркашки клуб из Мурсије. Из спонзорских разлога пун назив клуба тренутно гласи УКАМ Мурсија (шп. UCAM Murcia). У сезони 2023/24. такмичи се у АЦБ лиги и у ФИБА Лиги шампиона.

## Учинак у претходним сезонама
| Сез.     | Првенство Шпаније | Куп Шпаније  | Европско такмичење                 | Европско такмичење |
| -------- | ----------------- | ------------ | ---------------------------------- | ------------------ |
| 2011/12. | 15. место         | —            | —                                  |                    |
| 2012/13. | 13. место         | —            | —                                  |                    |
| 2013/14. | 13. место         | —            | —                                  |                    |
| 2014/15. | 10. место         | —            | —                                  |                    |
| 2015/16. | 7. место          | —            | —                                  |                    |
| 2016/17. | 9. место          | —            | Еврокуп — Топ 16                   |                    |
| 2017/18. | 10. место         | —            | ФИБА Лига шампиона — 3. место      |                    |
| 2018/19. | 14. место         | —            | ФИБА Лига шампиона — Осмина финала |                    |
| 2019/20. | 16. место         | —            | —                                  |                    |
| 2020/21. | 12. место         | —            | —                                  |                    |
| 2021/22. | 10. место         | Полуфинале   | —                                  |                    |
| 2022/23. | 9. место          | —            | ФИБА Лига шампиона — Четвртфинале  |                    |
| 2023/24. | Финалиста         | Четвртфинале | ФИБА Лига шампиона — 3. место      |                    |

## Спонзорска имена
- Хувер Мурсија: 1985—1993.
- Мурсија Артел: 1997—1998.
- Рекреативос Оренес Мурсија: 1998—1999.
- КК Етоса/Етоса Мурсија: 2000—2003.
- Поларис Ворлд Мурсија: 2003—2008.
- УКАМ Мурсија: 2011—данас

## Познатији играчи
- Бојан Богдановић
- Милош Вујанић
- Антон Гавел
- Томас Делининкајтис
- Горан Драгић
- Карлос Кабезас
- Факундо Кампазо
- Сергеј Лишчук
- Ненад Марковић
- Џејмс Огастин
- Иван Опачак
- Марко Поповић
- Мартинас Поцјус
- Немања Радовић
- Благота Секулић
- Ким Тили
- Кертис Џерелс
- Владо Шћепановић